# Dżezail

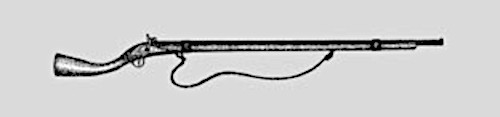
Dżezail

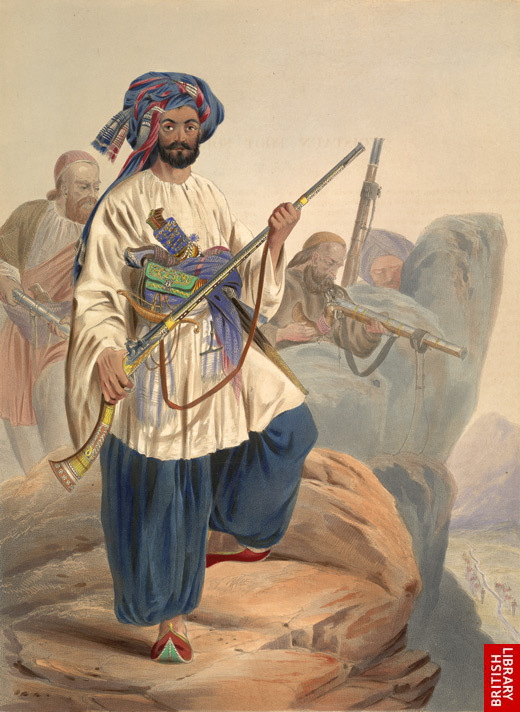
Litografia datowana na czas I wojny brytyjsko-afgańskiej, przedstawiająca żołnierza uzbrojonego w dżezail

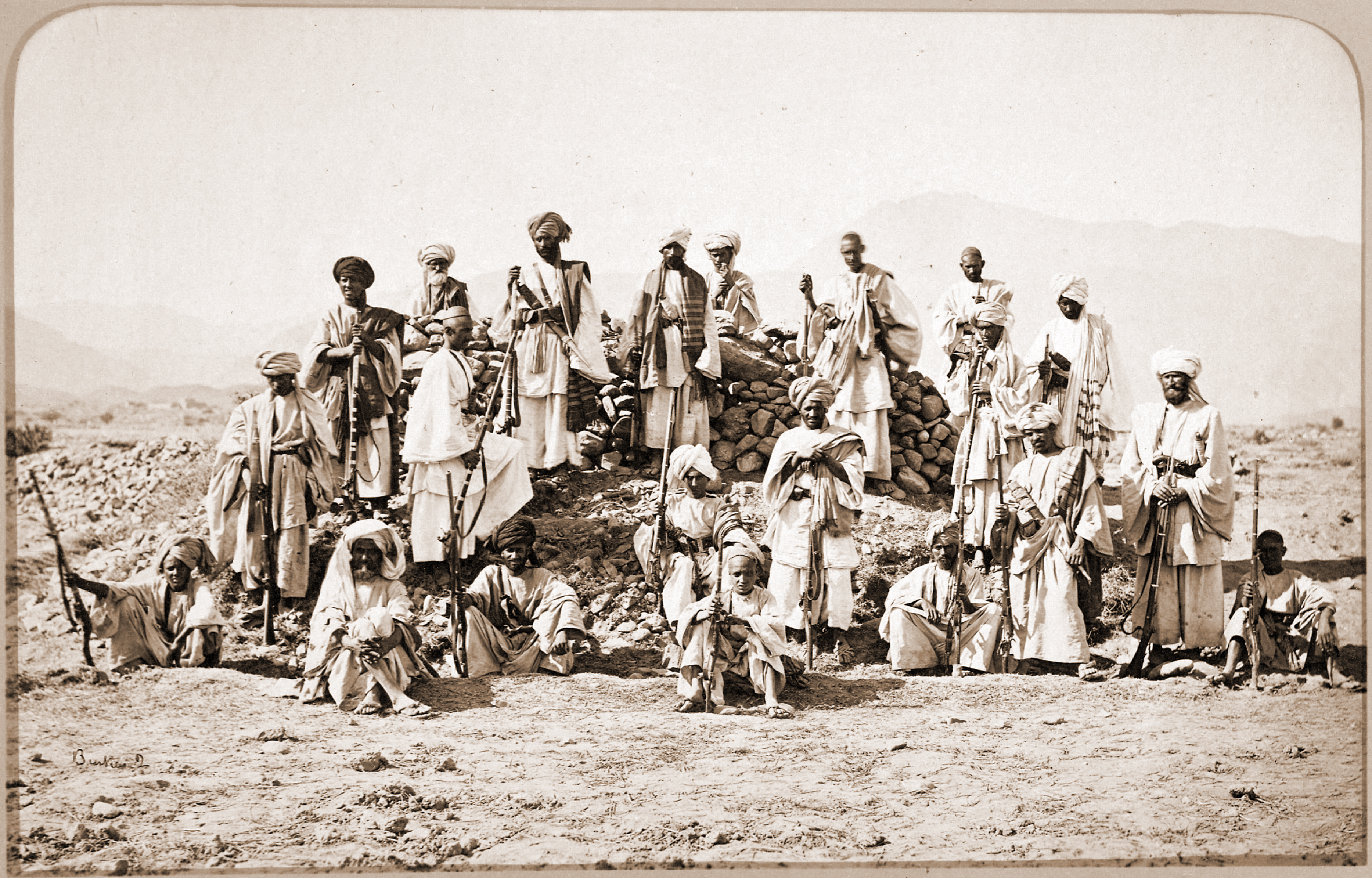
Grupa żołnierzy z dżezailami w roku 1878 podczas II wojny brytyjsko-afgańskiej

Dżezail (znany też jako Strzelba afgańska lub Jezzail w języku paszto) – prosta, oszczędna i często robiona własnoręcznie broń odprzodowa typu muszkiet, używana głównie na Bliskim Wschodzie, w Azji Środkowej oraz w Indiach Brytyjskich.

## Funkcjonalność
Dżezail był na ogół strzelbą robioną chałupniczo, przez co budowa każdego egzemplarza różniła się trochę od pozostałych. W odróżnieniu od prostej i użytecznej broni wojskowej produkowanej w tamtych czasach, dżezaile postrzegano jako oręż bardzo osobisty, często bogato i artystycznie zdobiony. Strzelby afgańskie zazwyczaj posiadały bardzo długie lufy. Taki typ broni nie był popularny w Europie, bardziej utożsamiano go z amerykańskim karabinem Kentucky, kalibru od 0,35 do 0,45 cala, służącym do polowań. Dżezaile jednak, ze względu na swój wojskowy charakter miały większy kaliber (od 0,50 do 0,75 cala) od Kentucky. Było to możliwe, ponieważ długość dżezaila sprawiała, że był cięższy od typowych muszkietów w tamtym czasie. Zazwyczaj ważył od 12 do 14 funtów (około 5,4–6,3 kg), w porównaniu do 9–10 funtów, typowego muszkietu. Większa masa pozwalała jednak wchłonąć moc wystrzału, ograniczając rozrzut. 
Wiele strzelb afgańskich miało gładkie lufy, lecz zdarzały się przypadki z lufą gwintowaną, które były, jak na tamten okres, bardzo precyzyjnie wykonane. Mechanizm spustowy był zazwyczaj lontowy lub skałkowy. Ponieważ mechanizmy skałkowe były skomplikowane i trudne w produkcji, wiele dżezailów posiadało zamki wymontowane ze skradzionych lub uszkodzonych karabinów Brown Bess. 
Kolby tych karabinów, często wymyślnie zdobione, posiadały charakterystyczna zakrzywienie. Jego funkcja nie jest znana i podlega ciągłej dyskusji. Niektórzy sądzą, iż miała czysto dekoracyjny charakter. Inni twierdzą, że pozwalało na dokładniejsze zbliżenie do ciała, podczas strzału, jednakże byłoby to niebezpieczne, gdyż zamek znajdowałby się wtedy zbyt blisko twarzy. Bardziej prawdopodobna jest teoria, że służyło raczej wygodzie w transporcie konnym lub rozmontowywaniu.

## Wojny brytyjsko-afgańskie
W okresie wojen brytyjsko-afgańskich dżezail był podstawową bronią afgańskich wojowników wobec brytyjskich żołnierzy. Jako że karabiny brytyjskie były znacznie skuteczniejsze w walce z bliskiej odległości, dżezailami atakowano głównie z daleka lub z wysokich skał, urządzając zasadzki.
Taktyka ta wielokrotnie przerzedzała szeregi brytyjskiej armii, jak na przykład w bitwach pod Dżalalabadem oraz Kabulem, znanej jako masakra armii Elphinstone’a. Strzelby brytyjskie pozwalały bowiem na skuteczną obronę przed dżezailami jedynie na względnie płaskim terenie, a do takich starć nie dochodziło często. 
W czasie I wojny brytyjsko-afgańskiej Afgańczycy, wykorzystując przewagę ich uzbrojenia, zajęli forty wokół Kabulu i przeprowadzali stamtąd udany ostrzał snajperski.

## Zastosowanie współczesne
Obecnie dżezaile nie są stosowane, jednakże można je było zaobserwować w wyposażeniu mudżahedinów podczas radzieckiej interwencji w Afganistanie. Ponadto czasami można je spotkać także w indyjskiej prowincji Uttar Pradesh, gdzie są wciąż wytwarzane.